# レティセラ

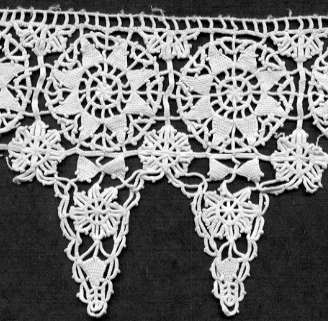
レティセラ
年代不詳

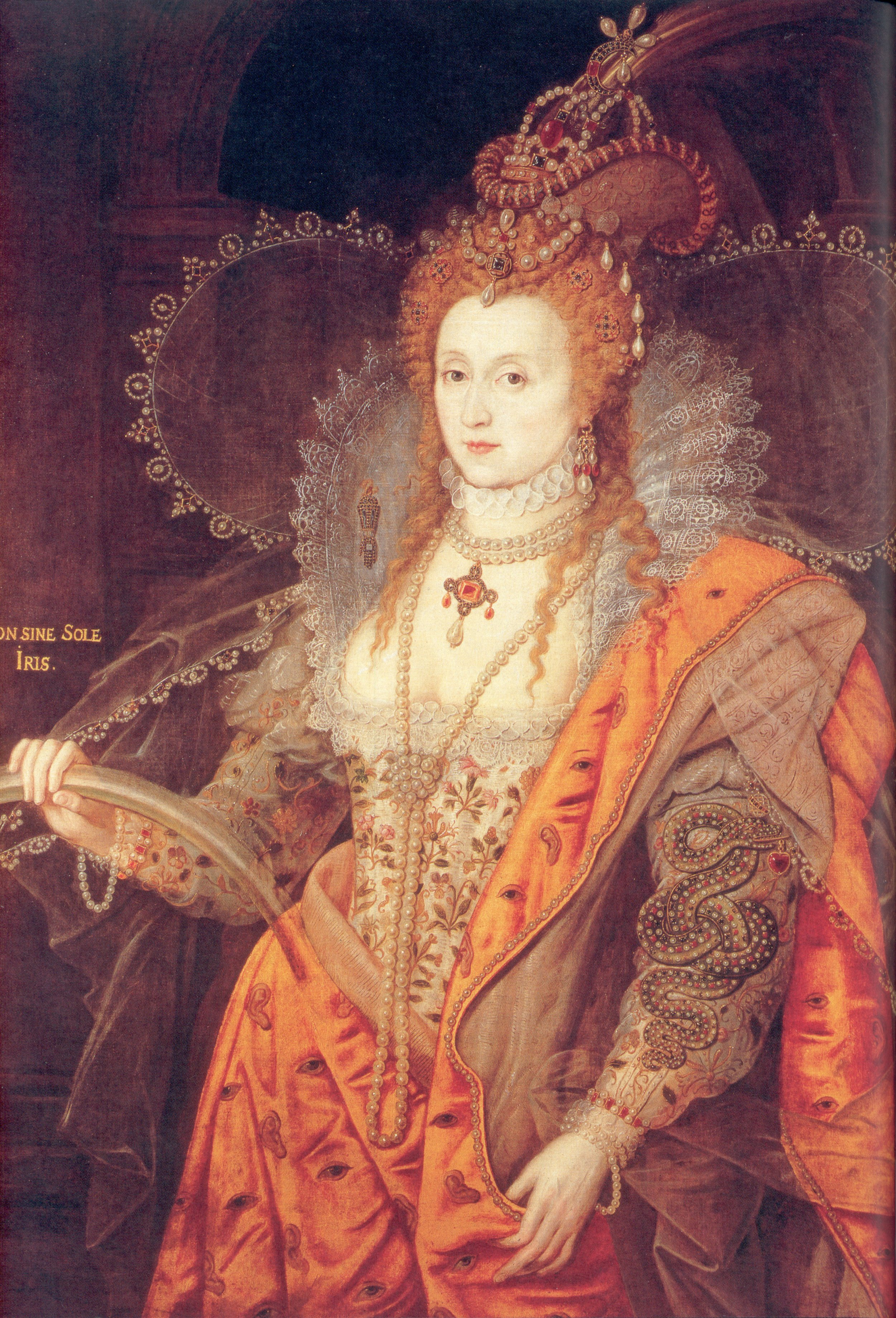
エリザベス1世(1522年－1603年)
レティセラの特徴をもつレースを身につけている

レティセラ(reticella)とは、布地に刺繍を施した後、糸を引き抜いて数本の糸を残し、ボタンホールステッチで補強して幾何学的な模様を作る技法である。すべてのニードルレース技法の源とされ、これがプント・イン・アリアへと発展していった。ヴェネツィアの刺繍師たちが、1540年代に発明したとされる。ポアン・クペはレティセラより原始的な、カットワークであり、布をカットしてかがることで透かしを入れる技法であり、レティセラの前身とされる。
ヨーロッパ中の高貴な人々の身を飾るようになった最初のレースである、当時は非常に高価であった。レティセラは1560年頃から1610年代頃の肖像画に描かれている。